# Cerro Liquidámbar
Cerro Liquidámbar är en ort i Mexiko.   Den ligger i kommunen San José Tenango och delstaten Oaxaca, i den sydöstra delen av landet, 290 km sydost om huvudstaden Mexico City. Cerro Liquidámbar ligger 1 343 meter över havet och antalet invånare är 168.
Terrängen runt Cerro Liquidámbar är kuperad åt sydost, men åt nordväst är den bergig. Runt Cerro Liquidámbar är det ganska tätbefolkat, med 104 invånare per kvadratkilometer. Närmaste större samhälle är Huautla de Jiménez, 17,0 km väster om Cerro Liquidámbar. I omgivningarna runt Cerro Liquidámbar växer i huvudsak städsegrön lövskog.